# Église Saint-Germain de Chardonnay
L'église Saint-Germain de Chardonnay est une église du XIIe siècle de style roman dédiée à saint Germain d'Auxerre, située à Chardonnay, en Haut-Mâconnais, dans le département de Saône-et-Loire et la région Bourgogne-Franche-Comté.
Elle relève aujourd'hui de la paroisse Notre-Dame-des-Coteaux-en-Mâconnais, qui a son siège à Lugny.

## Historique
Des archives font mention, pour la première fois, d'une église à Chardonnay en 952 (acte évoquant une restitution au chapitre cathédrale Saint-Vincent de Mâcon). De cette église initiale, il ne reste de nos jours, probablement, que la travée sous clocher, voûtée d'une coupole sur trompes.
Vers 1150-1200 : reconstruction de l'église, composée d'une nef unique suivie d'une travée sous le clocher et d'une abside. Le clocher, assez bas, est décoré de bandes lombardes.
Au XVe siècle, l'église est remaniée et reçoit deux chapelles, ce qui lui donne son plan en forme de croix latine (chapelle gothique au nord, construction alvéolée au sud).
Au milieu du XIXe siècle, l'église est entièrement rénovée. Son clocher est réhaussé d'un étage, et sa toiture prend la forme d'une flèche (qui disparaîtra au début du siècle suivant), tandis qu'une chapelle avec sacristie est construite au sud (1855). En revanche, vraisemblablement par manque de moyens financiers, l'église n'est pas agrandie, contrairement à ce qui avait été envisagé, ce qui permet de préserver la nef romane.
La cloche, constatée cassée en 1842, fut refondue par Burdin, fondeur à Mâcon.
En 2020, ainsi que 126 autres lieux répartis sur le territoire du Pôle d'équilibre territorial et rural (PETR) Mâconnais Sud Bourgogne, l'église, qui relève de la paroisse Notre-Dame-des-Coteaux-en-Mâconnais (qui a son siège à Lugny), a intégré les « Chemins du roman en Mâconnais Sud Bourgogne » et bénéficié de la pose d'une signalétique spécifique,.

## Description

### Extérieur
Le clocher, dont la silhouette est carrée et massive, présente quatre faces semblables, sur deux étages. Seul l’étage du bas, avec sa baie unique et ses bandes lombardes, appartient à la période romane. Les contreforts sont très plats. Des modillons simples supportent la corniche des toitures.
Une piétà du XVIIe siècle en bois polychrome se trouve dans une niche d'une façade.

### Intérieur
L’église se compose d’une seule nef plafonnée, suivie d’une croisée couverte par une coupole sur trompes, au-dessus de laquelle s’élève le clocher. Deux chapelles flanquent la travée sous clocher.
Le mobilier se compose des éléments suivants : 
- un maître-autel ;
- une grille de communion en fer forgé ;
- des autels latéraux ;
- des fonts baptismaux (haut de baptistère en chêne, du XVIIe siècle) ;
- un confessionnal en bois ;
- une croix de procession ;
- un chemin de croix (cadres) ;
- un bénitier sur pied en pierre rose avec une cuve ovale ;
- plusieurs statues : Sacré-Cœur (arc triomphal), saint Roch (statue en pierre blanche très repeinte du XVIIe siècle, arc triomphal), Sainte Vierge (statue en bois doré du XIXe siècle, nef), saint-Germain en habit sacerdotal (statue en bois peint du XIXe siècle) et saint Rémy (en bois peint, chapelle nord).

## Culte
Édifice consacré du diocèse d'Autun relevant de la paroisse Notre-Dame-des-Coteaux-en-Mâconnais (siège à Lugny) – qui en est affectataire au titre de la loi de 1905 –, l'église de Chardonnay est, plusieurs siècles après sa construction, un lieu de culte catholique.